# Суперпища
Суперпища или «суперфуд» (англ. superfood) — маркетинговый термин, обозначающий продукты питания, которые преподносятся рекламой как приносящие пользу здоровью в результате их особых свойств.

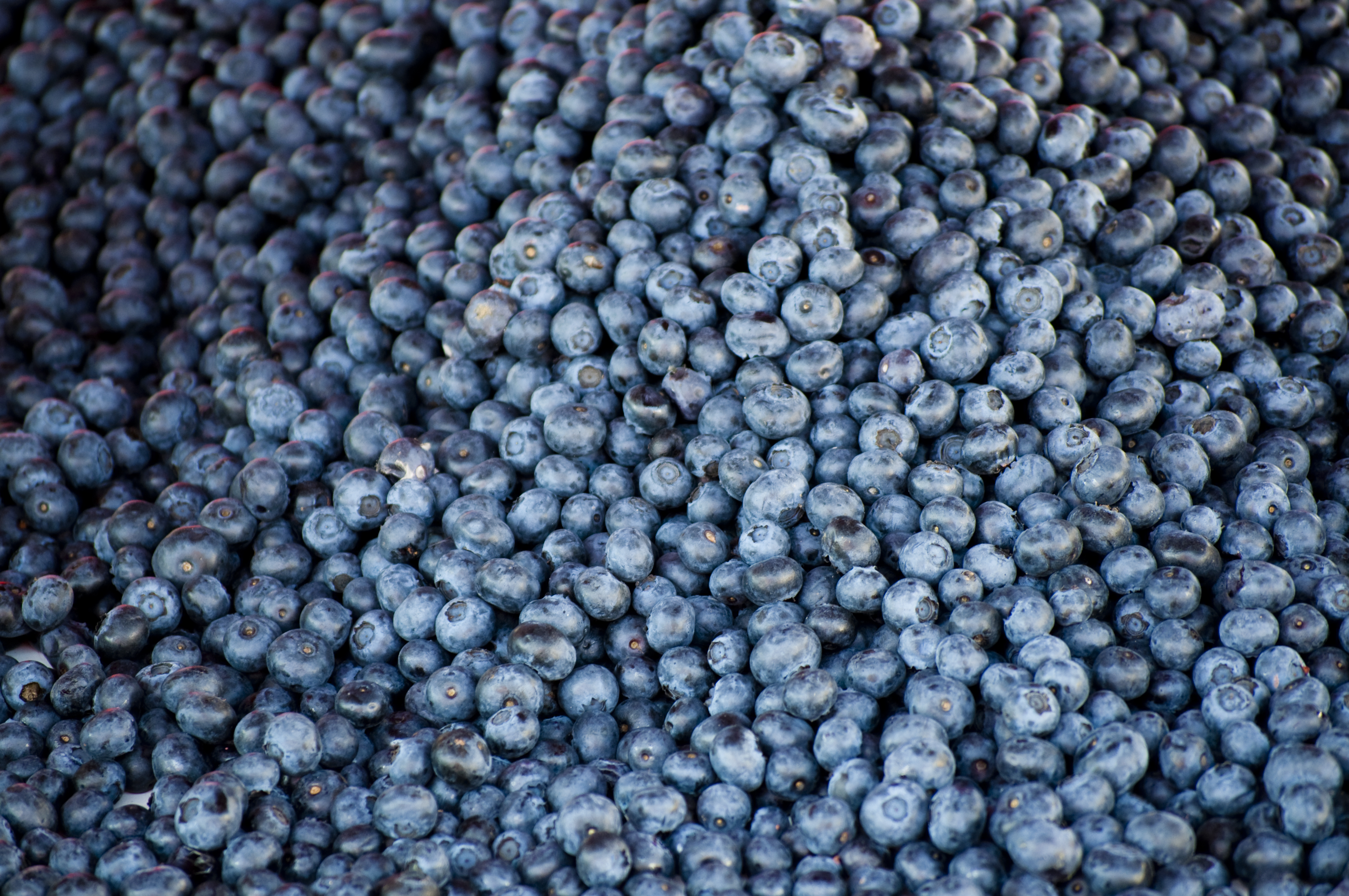
Черника

Термин «superfood» впервые был использован при рекламе бананов в начале XX века.
В XXI веке реклама продукта как «суперфуда» обеспечивает существенное увеличение его продаж, оборот индустрии суперфудов составляет триллионы долларов США.
На 2023 год нет доказательств преимуществ так называемых суперфудов перед другими продуктами. ВОЗ рекомендует питаться полноценным рационом, согласно рекомендациям этой организации конкретные виды еды не имеют значения для здоровья.
В 2007 году в Европейском союзе был введён запрет на продажу продуктов питания в качестве «суперпродуктов», реклама любого пищевого продукта как полезного для здоровья разрешается только при условии указания конкретной его пользы и если компания предоставила научные доказательства такого влияния.

## История
Слово «суперфуд» (англ. superfood) впервые было использовано United Fruit Company во время первой мировой войны в рекламных публикациях «Points About Bananas» и «Food Value of the Banana» (см. Food value of the banana: Opinion of leading medical and scientific authorities. // United Fruit Company. — Boston. 1917. — 35 pp.). В рекламе бананы предлагались в качестве ежедневной пищи как дешёвая, вкусная и выросшая прямо в упаковке еда — «суперпища».
Затем в научной медицинской литературе были опубликованы статьи о полезности некоторых продуктов при некоторых заболеваниях, в частности, банановая диета устраняла симптомы целиакии (тогда ещё не была открыта связь целиакии и глютена).
В 21 веке, за счёт быстрого распространения информации, указание продукта в качестве полезного для здоровья суперфуда даёт быстрый коммерческий эффект (резко увеличивает продажи, англ. boosts sales) в силу того, что 80 % людей предпочитают «полезные продукты».
Благодаря рекламе в 2000-х в США был бум суперфудов, например, с 2005 до 2007 года ассортимент продукции, содержащей гранаты, вырос в 6 раз, к 2007 году суперпищей были названы более 100 продуктов, а за 2015 год число продуктов, позиционируемых как суперфуды, выросло на 36 %.

## Описание

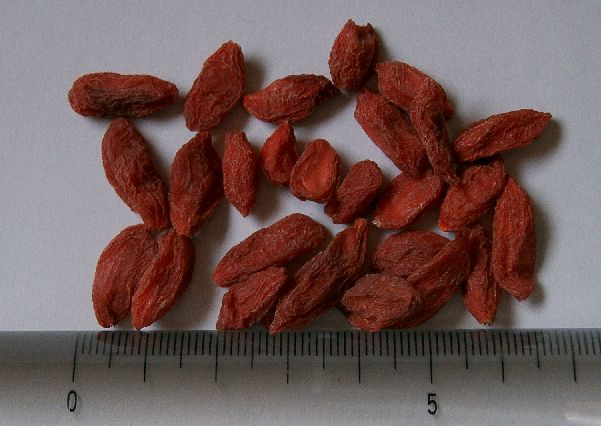
Ягоды Годжи

Термин «суперпища» («суперфуд», англ. superfood) широко распространён, но не имеет научного определения, он также не определён государственными регуляторами. Слово superfood в словаре Мерриам-Уэебстера (Merriam-Webster) определено как «пища (такая как лосось, брокколи или черника), богатая соединениями (такими как антиоксиданты, клетчатка или жирные кислоты), считающимися полезными для здоровья человека» ("a food (such as salmon, broccoli, or blueberries) that is rich in compounds (such as antioxidants, fiber, or fatty acids) considered beneficial to a person’s health", цит. по HSPH, 2018).
В мире наиболее популярные суперфуды — это ягоды годжи, какао, мака, продукты пчеловодства (мёд, пыльца, маточное молочко и прополис), спирулина, афанизоменон флос-акве, морской фитопланктон, алоэ вера, семена конопли и кокос. В России — ягоды Годжи, ягоды асаи, семена чиа, спирулина, зёрна киноа, напиток матча.
Диетолог доказательной медицины, врач Елена Мотова утверждает, что суперфудами можно считать практически все растительные продукты, не подвергавшиеся глубокой обработке (продукты из пищевых групп «фрукты», «овощи», «орехи», «бобы», «семена», «зёрна», обработанные минимально или не обработанные совсем), и что обычные продукты низкой степени обработки по питательности не хуже тех, что позиционируются в качестве «суперфудов», и при этом дешевле их.
Голландская организация по безопасности пищевых продуктов «Voedingscentrum» сообщает, что польза от употребления в пищу ягод годжи, семян конопли, семян чиа и ростков пшеницы не была научно обоснована. Организация предупредила, что люди, потребляющие такие продукты в больших количествах, могут в результате получить «ограниченный, односторонний рацион».

## Критика
Многие исследователи считают этот термин «маркетинговым трюком, слабо подтверждаемым научными исследованиями». Так, нидерландская организация по безопасности пищевых продуктов Voedingscentrum заявила, что польза от употребления суперпищи, таких продуктов как ягоды годжи, ростков пшеницы, семян конопли и чиа, научно не подтверждена. Доктор Лорен Кордейн не рекомендует употреблять в пищу ягоды годжи из-за высокого содержания сапонинов, которые усиливают риск повышенной кишечной проницаемости. Морские водоросли могут содержать в высоких концентрациях тяжёлые металлы, такие как свинец, кадмий и мышьяк, которые при чрезмерном употреблении наносят вред репродуктивной системе и повышают риск развития рака. Сырые семена какао, которое нередко причисляют к суперпище, могут вызвать сердечно-сосудистые заболевания.